# FK Slavija Sarajevo
FK Slavija Sarajevo (serbisch-kyrillisch ФК Славија Сарајево) ist ein Fußballverein aus Istočno Sarajevo in Bosnien und Herzegowina. Heute spielt der Verein in der Prva Liga RS.

## Geschichte
Der Verein wurde 1908 als Srednjoškolski sportski klub gegründet. Die Gründungsväter waren Schüler des Gymnasiums in Sarajevo. Wegen widriger Begebenheiten im Österreich-Ungarn und der dortigen Gründungsgesetze spielte man das erste offizielle Spiel erst 1911. Gegner war eine Auswahl von Wiener Soldaten, die man mit 4:2 bezwang. 1913 kam es zu einem Bruch im Verein, nachdem ein Teil der Mitglieder den Verein verließ. Diese gründeten den kroatischen Sportklub SAŠK während die verbliebenen Mitglieder den Vereinsnamen in Srpski sportski klub Slavija umänderten, also in einen serbischen Sportverein. Nach dem Ersten Weltkrieg waren Slavija und SAŠK die einzigen Vereine aus Sarajevo die in der ersten Liga des Königreichs Jugoslawien spielen. Aus dieser Zeit stammt auch einer der größten Erfolge, als man den europäischen Vizemeister Ferencváros Budapest 1940 mit 3:0 bezwang. Nach dem Zweiten Weltkrieg wurde der Verein wegen seiner nationalen Ausrichtung aufgelöst.

### Auferstehung
1993 wurde auf die Initiative einiger Arbeiter aus Istočno Sarajevo der Verein neu gegründet. Bis 2004 bestritt man Spiele in der 1. Liga der Republika Srpska und gewann 2003/04 die Meisterschaft. Ab der folgenden Saison spielte der Verein nun in der gesamtbosnischen Premijer Liga. Die Saison 2008/09 schloss der Slavija mit dem 2. Platz ab und sicherte sich damit die Teilnahme an der UEFA Europa League. Außerdem konnte man in derselben Saison den Pokal gewinnen.

## Erfolge
- Kup Republike Srpske (1): 2005/06
- Kup Bosne i Hercegovine (1): 2008/09
- Meister der Prva Liga RS: 2003/04

## Fans
Die Fans von Slavija nennen sich Sokolovi und kommen zum größten Teil aus Istočno Sarajevo.